# Könkäänsaari (ö i Rovaniemi, lat 67,06, long 25,08)
Könkäänsaari är en ö i Finland.   Den ligger i den ekonomiska regionen  Rovaniemi ekonomiska region  och landskapet Lappland, i den norra delen av landet, 800 km norr om huvudstaden Helsingfors.